# Mysz samotna
Mysz samotna (Mus callewaerti) – gatunek gryzonia z rodziny myszowatych, występujący w Afryce Środkowej.

## Systematyka
Gatunek został opisany naukowo w 1925 roku przez O. Thomasa, miejscem typowym jest Kananga w Demokratycznej Republice Konga. Gatunek ten charakteryzują największe rozmiary ciała spośród wszystkich afrykańskich myszy (rodzaj Mus). Ma siekacze o barwie kości słoniowej; pod względem cech fizycznych przypomina mysz szarobrzuchą (M. triton).

## Występowanie
Mysz samotna występuje w północno-wschodniej i środkowej Angoli oraz na południowych i zachodnich terenach Demokratycznej Republiki Konga. Była spotykana na wysokościach od 900 do 1400 m n.p.m. Żyje prawdopodobnie na sawannach i w lasach, niewiele wiadomo na temat jej preferencji środowiskowych.

## Populacja
Mysz samotna jest rzadko spotykana, ale obszar sprzyjającego jej środowiska jest duży i niezagrożony. Jest uznawana za gatunek najmniejszej troski.